# Кінкейд (Західна Вірджинія)
Кінкейд (англ. Kincaid) — переписна місцевість (CDP) в США, в окрузі Фаєтт штату Західна Вірджинія. Населення — 191 особа (2020).

## Географія
Кінкейд розташований за координатами 38°2′29″ пн. ш. 81°16′35″ зх. д. / 38.04139° пн. ш. 81.27639° зх. д. (38.041387, -81.276260).  За даними Бюро перепису населення США в 2010 році переписна місцевість мала площу 2,26 км², з яких 2,23 км² — суходіл та 0,03 км² — водойми.

## Демографія
Згідно з переписом 2010 року, у переписній місцевості мешкало 260 осіб у 96 домогосподарствах у складі 72 родин. Густота населення становила 115 осіб/км².  Було 111 помешкання (49/км²).
Расовий склад населення:
| - 98,1 % — білих - 0,4 % — чорних або афроамериканців |

До двох чи більше рас належало 1,5 %. Частка іспаномовних становила 0,8 % від усіх жителів.
За віковим діапазоном населення розподілялося таким чином: 26,2 % — особи молодші 18 років, 55,3 % — особи у віці 18—64 років, 18,5 % — особи у віці 65 років та старші. Медіана віку мешканця становила 43,3 року. На 100 осіб жіночої статі у переписній місцевості припадало 94,0 чоловіків;  на 100 жінок у віці від 18 років та старших — 93,9 чоловіків також старших 18 років.
Середній дохід на одне домашнє господарство  становив 30 924 долари США (медіана — 37 875), а середній дохід на одну сім'ю — 32 457 доларів (медіана — 39 875). За межею бідності перебувало 10,5 % осіб, у тому числі 12,3 % дітей у віці до 18 років та 0,0 % осіб у віці 65 років та старших.
Цивільне працевлаштоване населення становило 57 осіб. Основні галузі зайнятості: сільське господарство, лісництво, риболовля — 49,1 %, науковці, спеціалісти, менеджери — 24,6 %, освіта, охорона здоров'я та соціальна допомога — 14,0 %, будівництво — 12,3 %.